# Kaple Panny Marie (Tomášov)
Kaple Panny Marie se nachází na Tomášově (místní část města Mikulášovice) při hlavní cestě ve směru k pěšímu hraničnímu přechodu do Hertigswalde (místní část města Sebnitz). Novoklasicistní sakrální stavba byla postavena v letech 1925–1926.

## Historie
Tomášov byl vždy velmi malou vískou, proto se dočkal kaple až poměrně pozdě, a to v době svého největšího stavebního rozmachu. Základní kámen kaple byl položen roku 1925, dokončenou stavbu požehnal na jaře 1926 lipovský děkan Heinrich Fleck (1857–1926). Kaple měla ve věži zvon, na který se třikrát denně zvonilo. Jako jediná z deseti kaplí v katastru Mikulášovic nebyla po druhé světové válce poničena a zachovala se tak do současnosti v téměř původním stavu, především zásluhou péče místních obyvatel. Kaple přečkala demolice v 50. a 60. letech 20. století, rekonstrukcí prošla na přelomu 70. a 80. let 20. století při výstavbě rekreačního areálu (oprava omítek a výměna střešní krytiny). Omítky byly opraveny ještě v 90. letech 20. století (v této době byly zároveň odcizeny měděné okapy). Celkové rekonstrukce omítek a nového nátěru se stavba dočkala v září 2015.
Kaple nebyla nikdy využívána k pravidelným bohoslužbám; kromě zvonění klekání se v ní konaly pobožnosti při významných církevních svátcích. Stavba je ve vlastnictví města Mikulášovice a není památkově chráněná. Udržována je obyvateli Tomášova a farníky. Využívána je zpravidla jednou v roce během novény k Duchu svatému.

## Popis
Kaple má neoklasicisní prvky, stojí na obdélném půdorysu s trojbokým zakončením. Střecha je opatřena šestibokou věžičkou (sanktusníkem), ve které byl dříve zvon. Jako krytina byl při rekonstrukci zvolen měděný plech (původně byla střecha krytá vláknocementovými šablonami). Podezdívka je kamenná, jinak je kaple postavena z pálených cihel a na starších fotografiích z poloviny 20. let 20. století ji ještě můžeme vidět neomítnutou. Průčelí zdobí pilastry a jednoduchý portál zakončený římsou. Trojúhelníkový štít je prostý, bez okna či niky. Fasáda je po poslední rekonstrukci tónovaná do dvou odstínů hnědé barvy. Dveře jsou dvoukřídlé, zakončené jednoduchým obloukem. V bočních stěnách kaple jsou umístěna zdvojená okna zakončená jednoduchým obloukem, nároží překrývají lizény. V původní podobě se zachoval interiér kaple: oltář s obrazem Madony (originál je od října 2015 umístěn v kostele svatého Mikuláše v Mikulášovicích), několik menších obrazů a šest dřevěných lavic celkem pro dvanáct věřících. Podlaha kaple je betonová, stěny jsou čistě bílé (původně kombinace modré a červené).

## Galerie

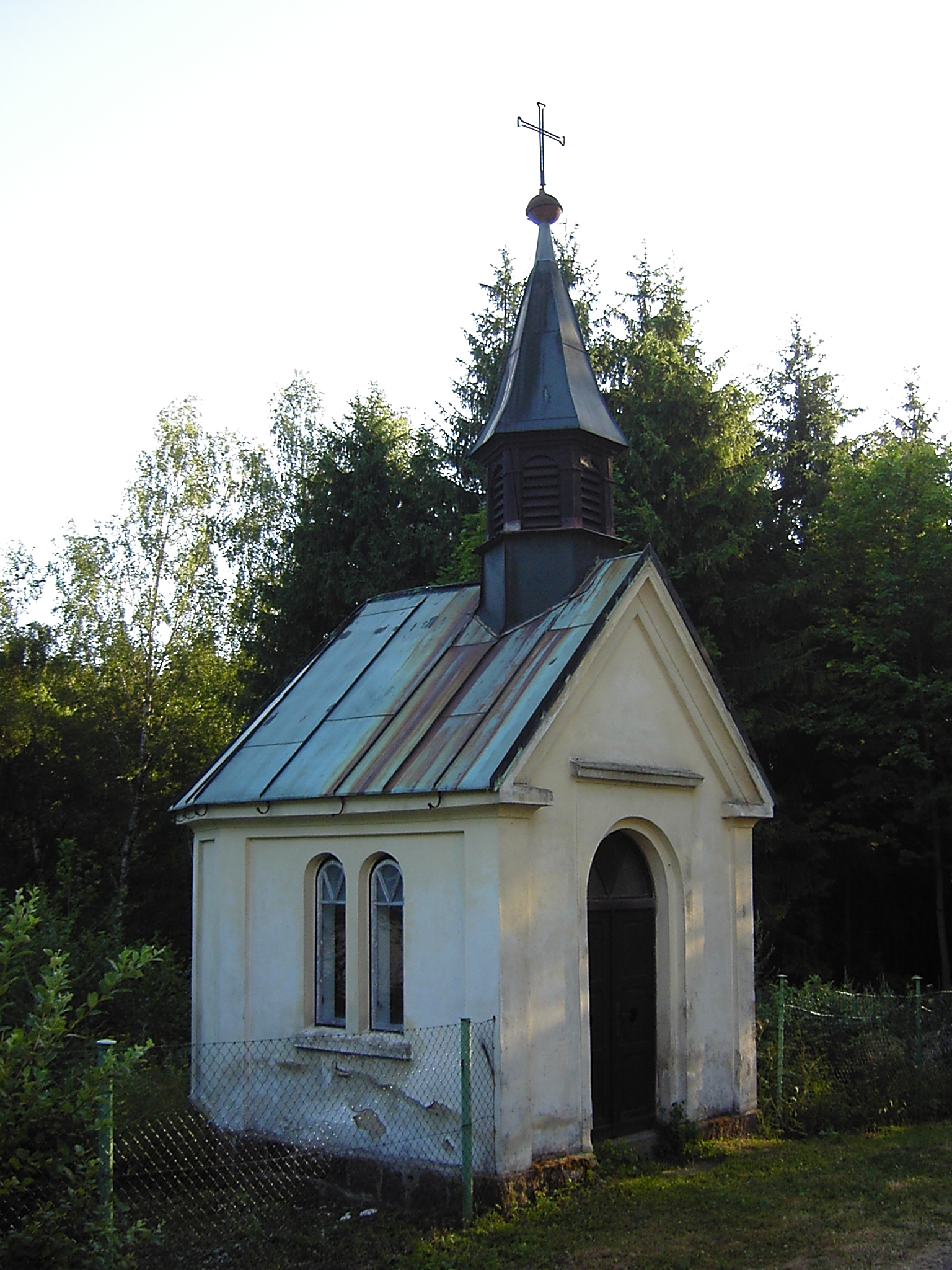
Kaple v roce 2006
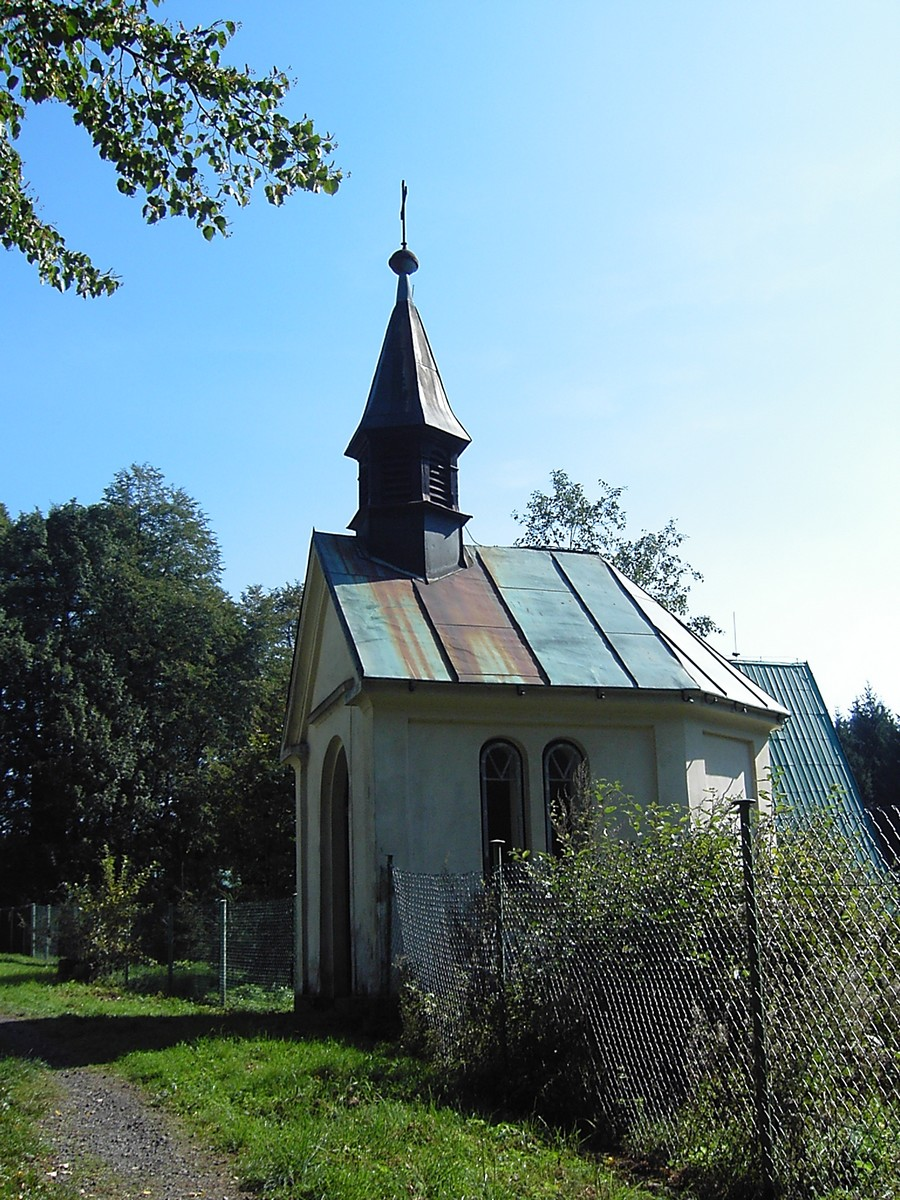
Kaple v roce 2006
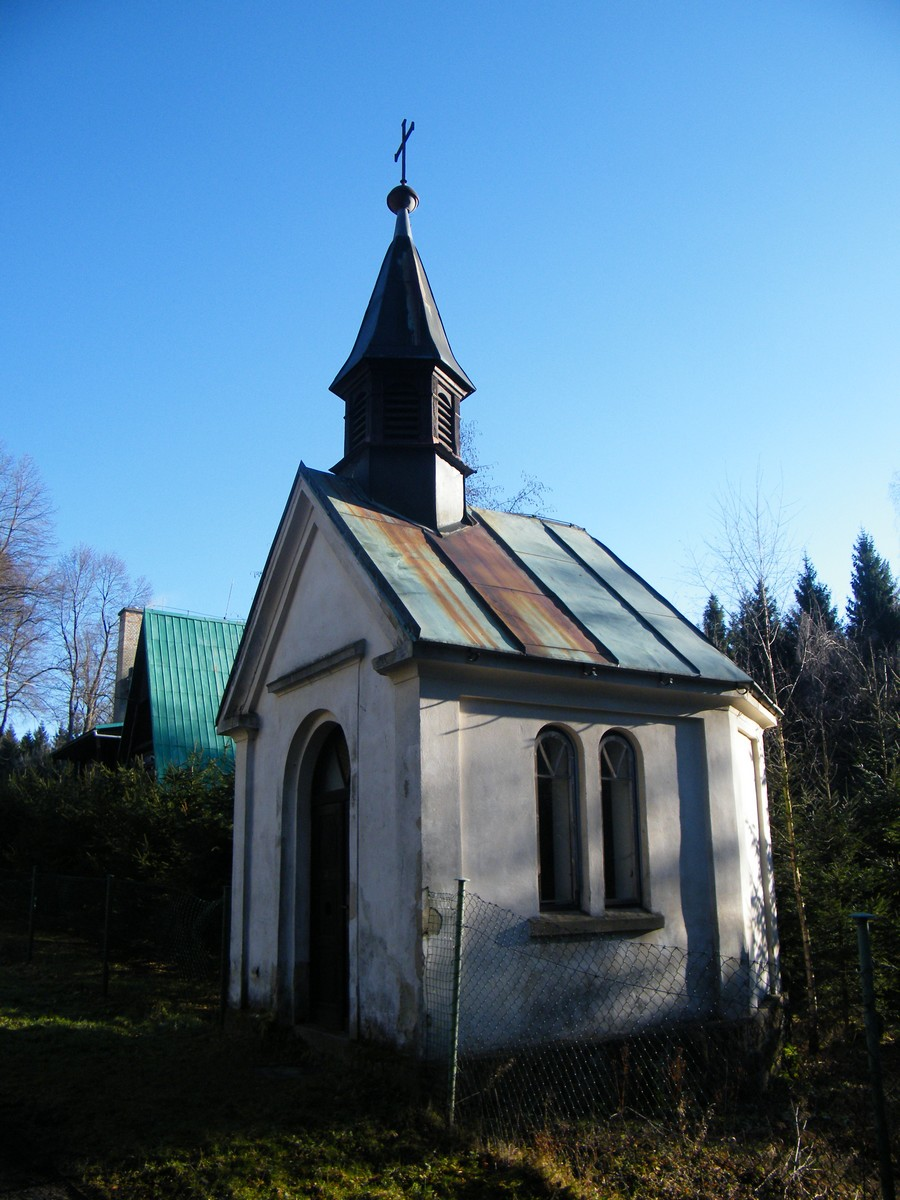
Kaple v roce 2014
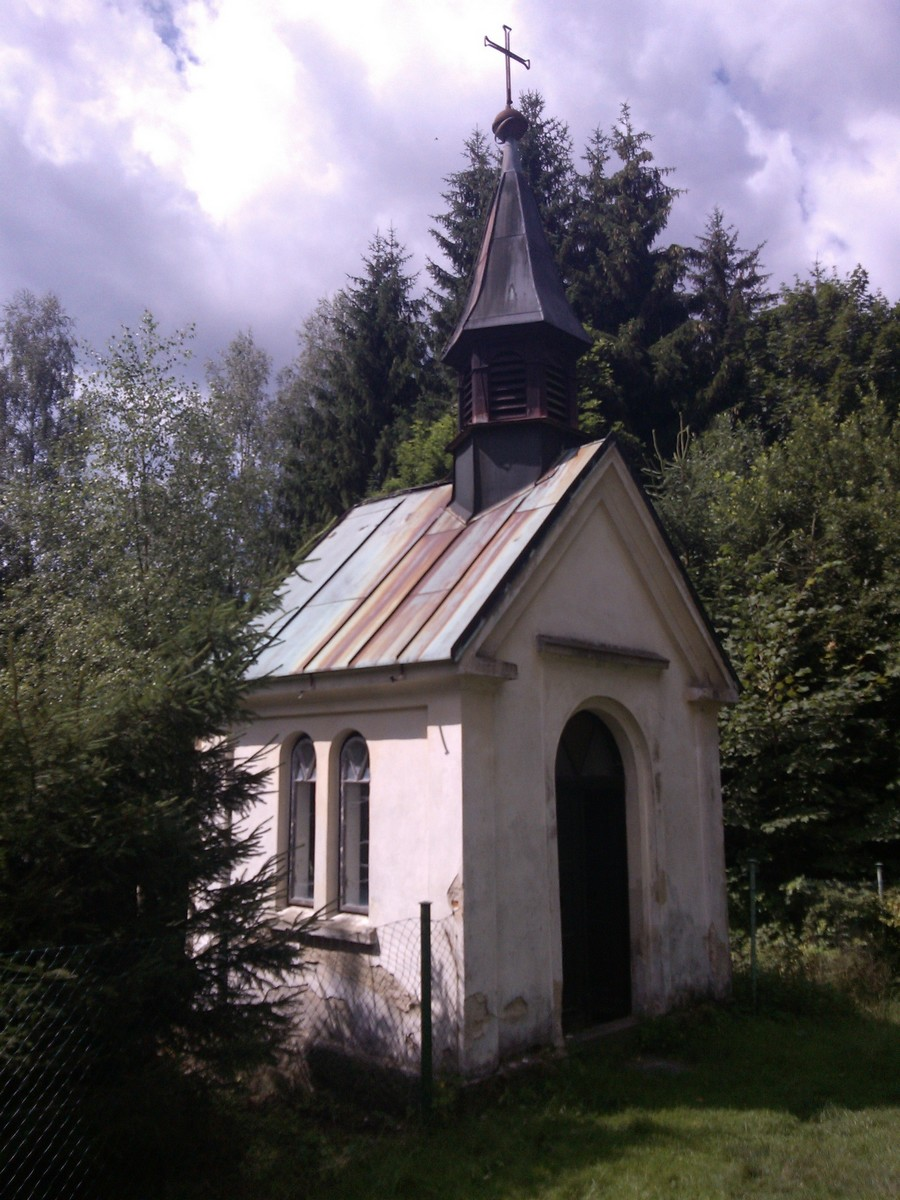
Kaple před rekonstrukcí (2015)
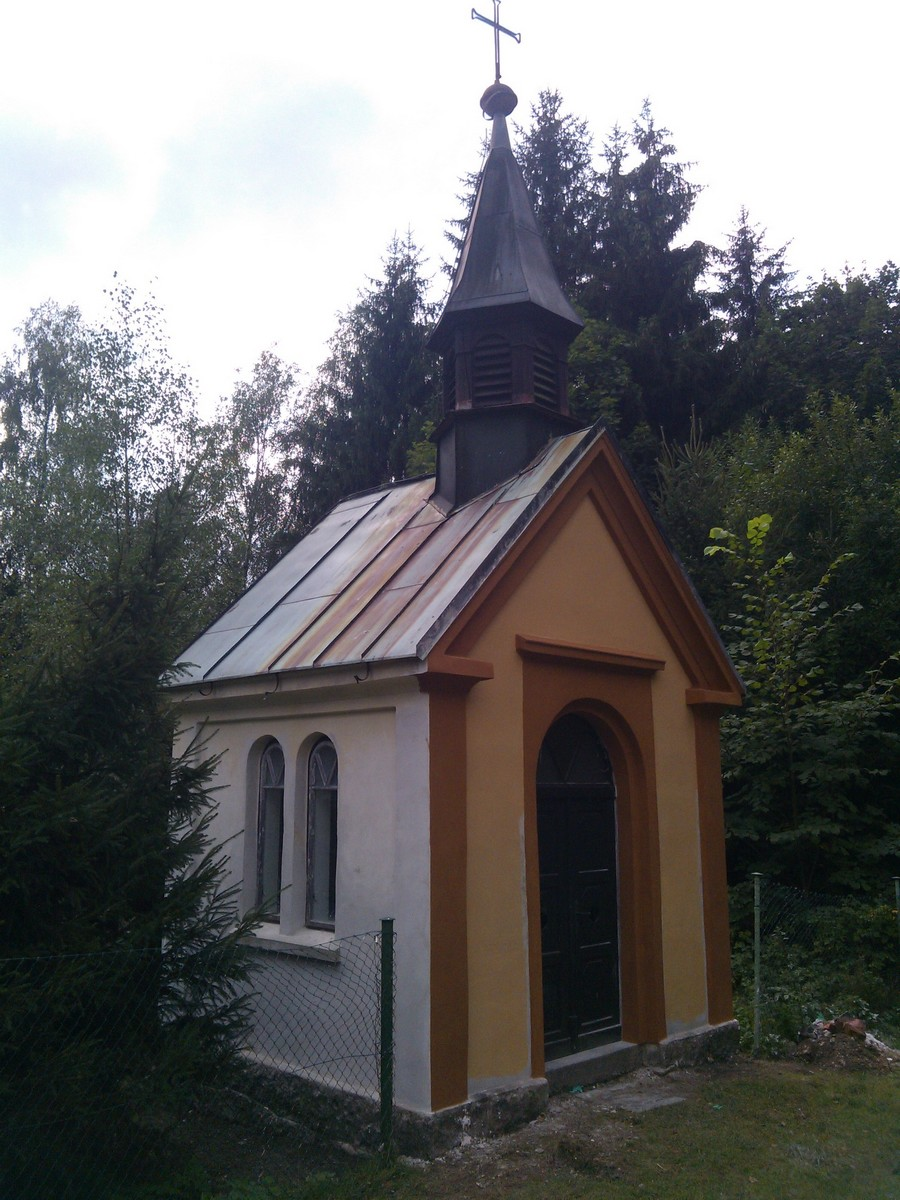
Kaple během rekonstrukce (2015)
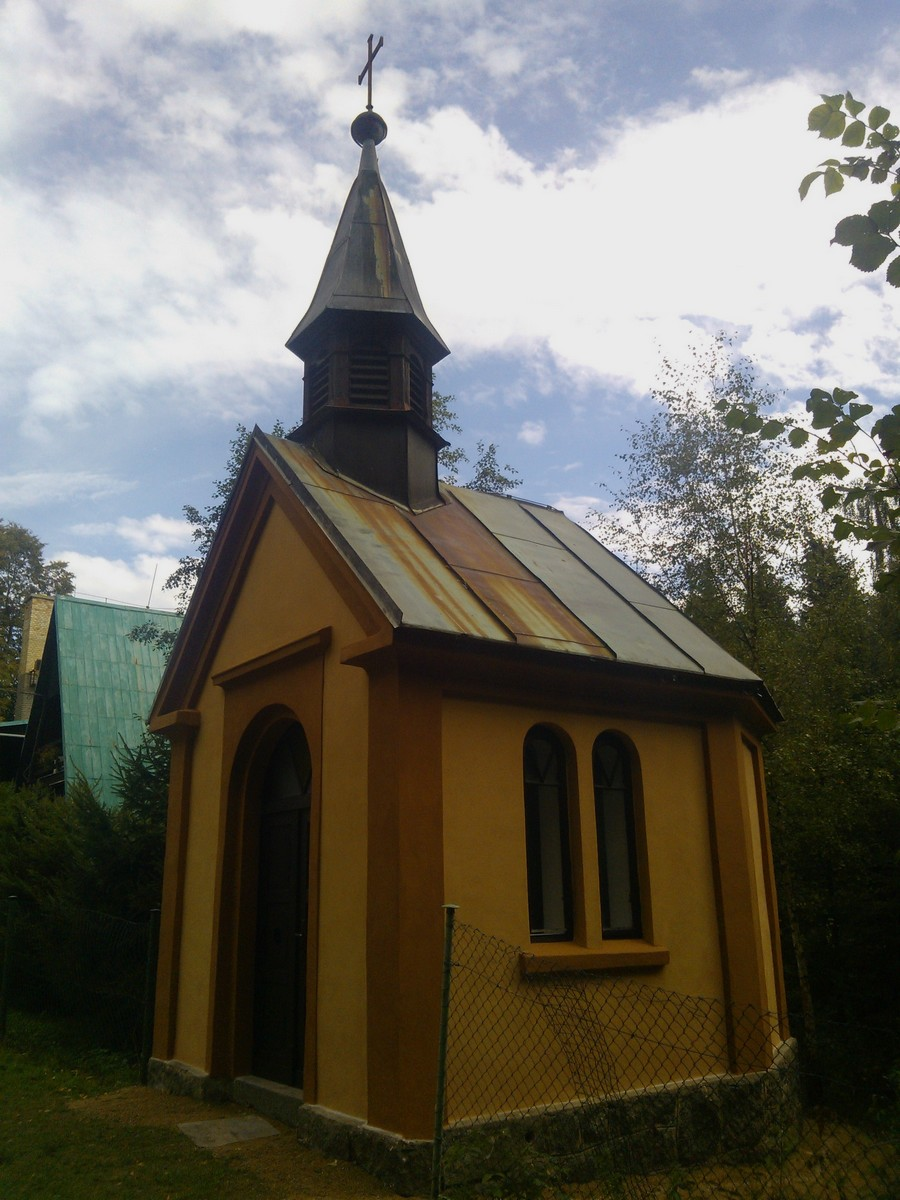
Kaple po rekonstrukci (2015)
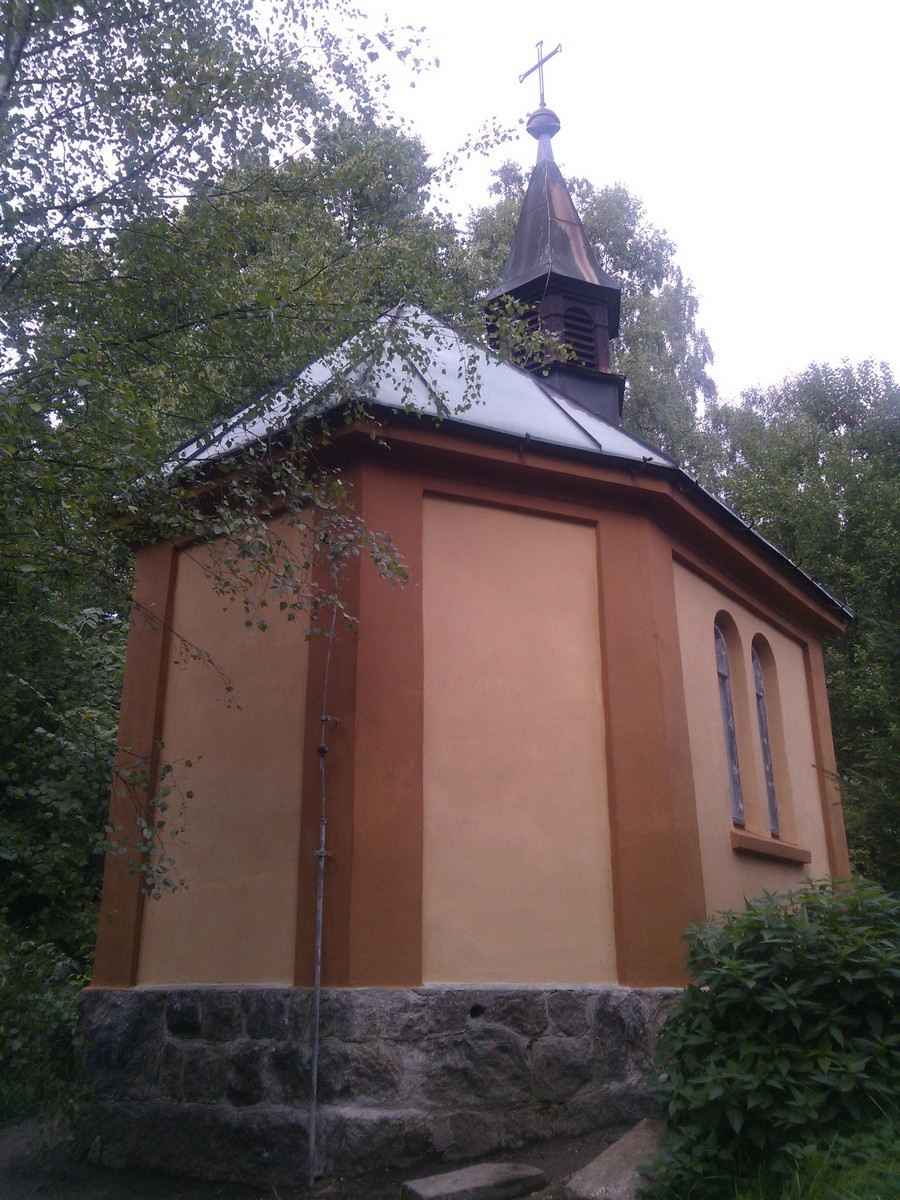
Kaple po rekonstrukci (2015)
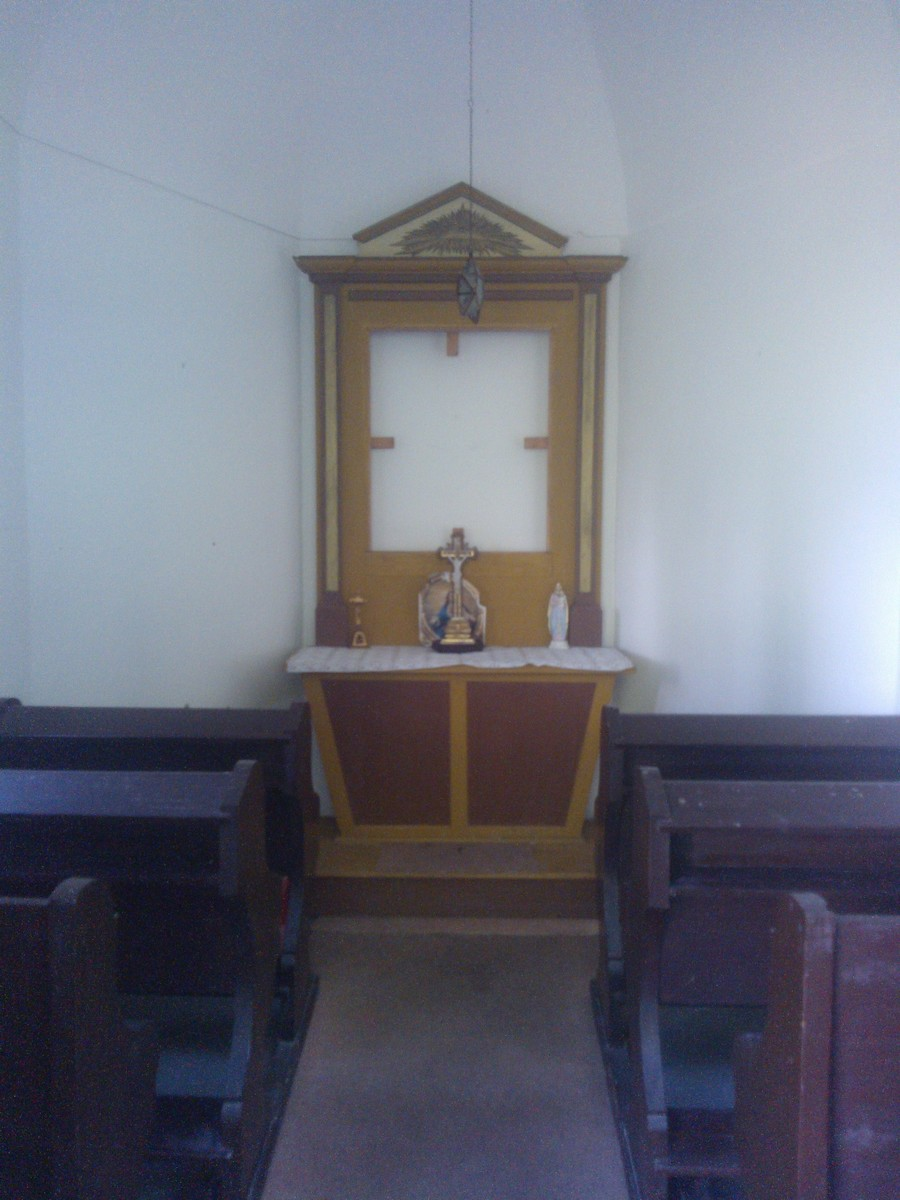
Interiér kaple (2015)
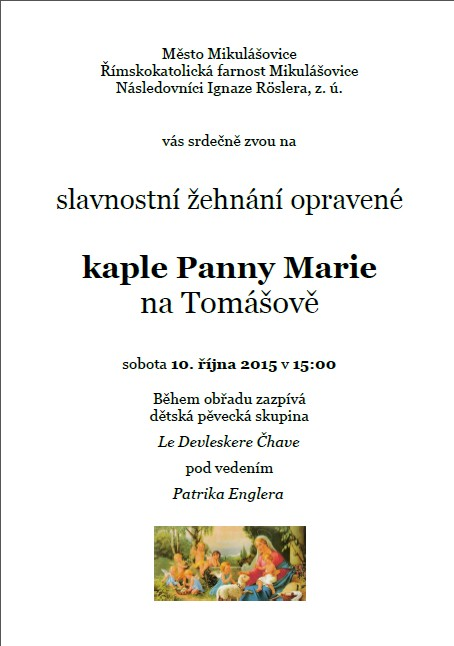
Plakát ke slavnostnímu žehnání kaple